# 阿得雷德36人
阿得雷德36人（英语：Adelaide 36ers）是參加澳大利亞國家籃球聯賽的澳洲職業男子籃球隊。36人是唯一將總部設於南澳大利亞州阿得雷德和代表南澳大利亞州的隊伍。球隊以阿得雷德市老鷹這個名字於1982年加入NBL，之後改名為36人。36人的綽號來自一個事實，1836年12月28日南澳洲殖民地成立。

## 主場
2014年4月11日，在阿得雷德體育場對陣伯斯野貓的2014年NBL總決賽系列賽第2場比賽中，36人隊創下主場最多觀眾紀錄。
- 阿波羅體育場（英语：Apollo Stadium） (1982–1991)
- Titanium Security Arena (1992–2019)
- 阿得雷德娛樂中心 (2019–至今)

## 外部連結
- 阿得雷德36人官方網站 （页面存档备份，存于）
- 國家籃球聯賽官方網站 （页面存档备份，存于）